# 萨阿杜拉·贾比里广场
萨阿杜拉·贾比里广场（阿拉伯语：‎）位于叙利亚阿勒颇的市中心，是该市最重要的广场，阿勒颇的大部分庆祝活动和节日在此举行。
萨阿杜拉·贾比里广场毗邻阿勒颇公共公园。它得名于叙利亚爱国领袖和政治家，前总理萨阿杜拉·贾比里。烈士的雕像竖立在广场的北部。Queiq 河的部分河床也被该广场和附近街道和建筑物覆盖。
2010年2月，阿勒颇市议会宣布，打算在广场推出一个改造项目，可能对解决市中心的交通拥堵问题发挥重要作用。

## 2012年10月轰炸
2012年10月3日，在萨阿杜拉·贾比里广场东隅发生三起自杀式袭击汽车炸弹爆炸事件，造成至少40人死亡，超过122人重伤。“叙利亚革命委员会”发言人评为阿布菲拉斯 - 哈拉比声称对此次袭击事件负责。 炸弹针对军官俱乐部和附近的旅游酒店以及历史悠久的“Jouha咖啡厅”。该酒店严重受损，而咖啡厅则完全被毁。军官俱乐部内的小建筑也被毁坏。

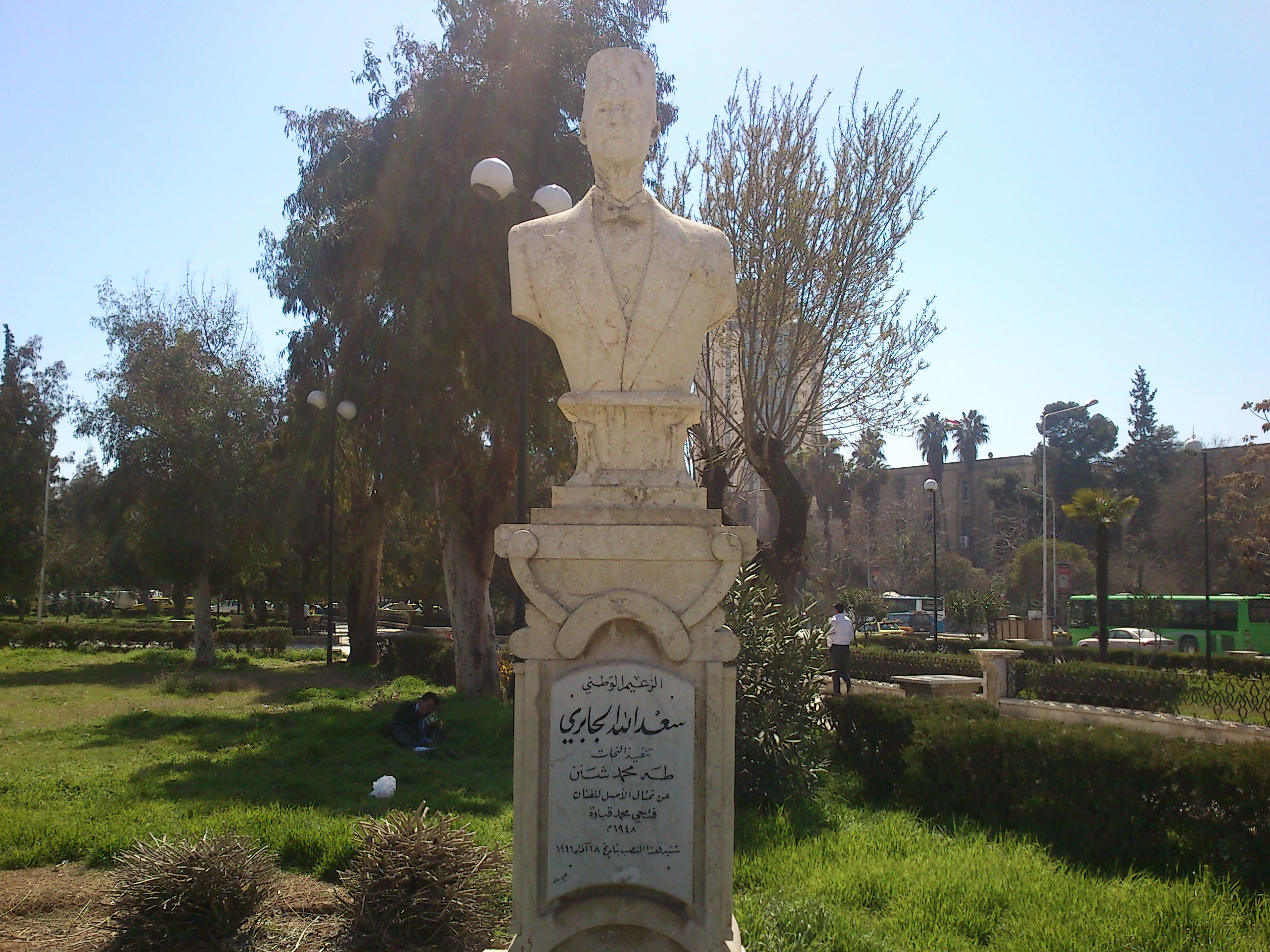
雕塑
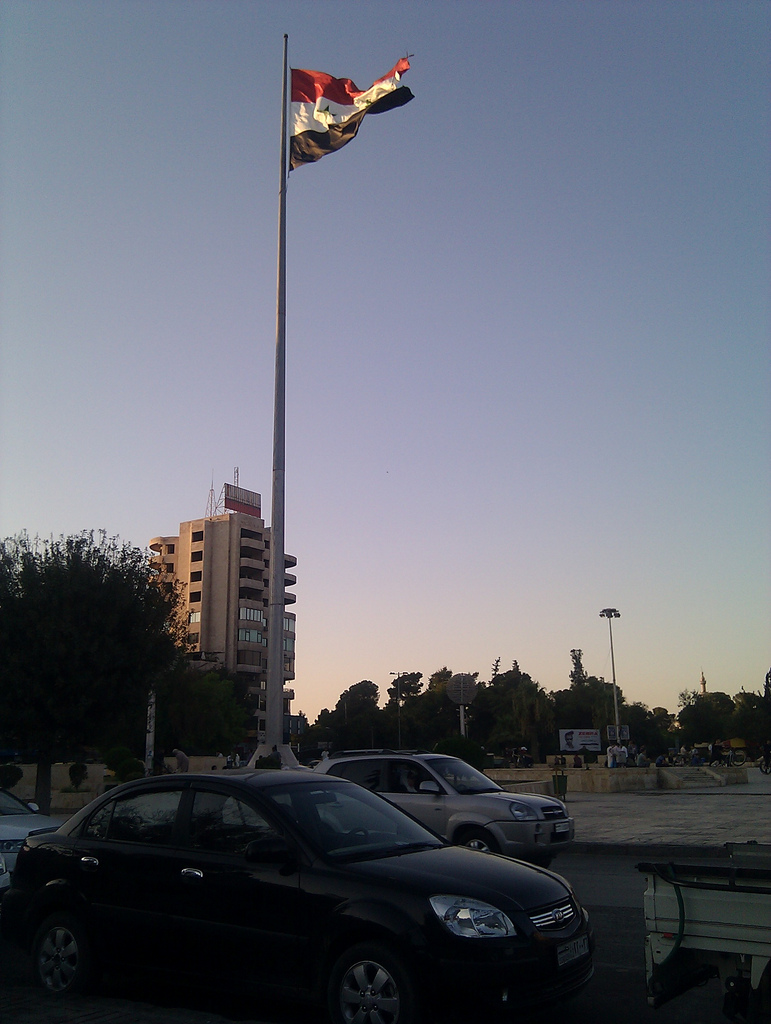
国旗
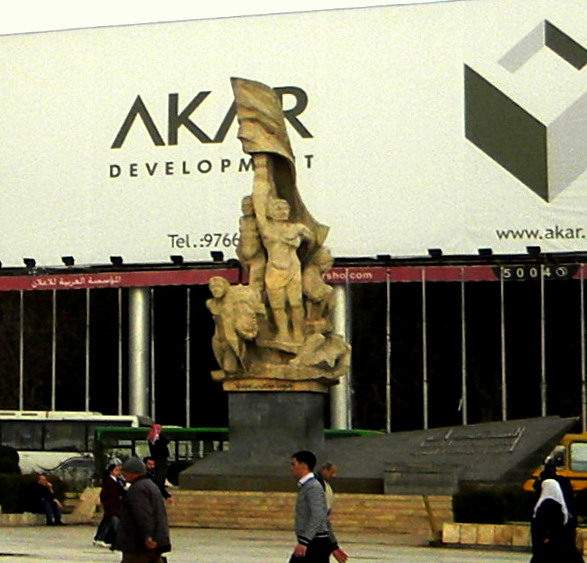